# 40-es villamos (Bécs)
A bécsi 40-es jelzésű villamos Bécs belvárosát köti össze Gersthof városrésszel. A vonal mindössze 4,551 km hosszú. A viszonylaton ULF és E2-es villamosok közlekednek, utóbbiak c5-ös pótkocsikkal.

## Megállóhelyei
| 40 (Schottentor ◄► Herbeckstraße) | 40 (Schottentor ◄► Herbeckstraße) | 40 (Schottentor ◄► Herbeckstraße) | 40 (Schottentor ◄► Herbeckstraße)                | 40 (Schottentor ◄► Herbeckstraße) |
| Perc (↓)                          | Megállóhely                       | Perc (↑)                          | Átszállási kapcsolatok                           |                                   |
| --------------------------------- | --------------------------------- | --------------------------------- | ------------------------------------------------ | --------------------------------- |
| 0                                 | Schottentor végállomás            | 19                                | U2 1, 37, 38, 41, 42, 43, 44, 71, D, U2Z 1A, 40A |                                   |
| 2                                 | Schwarzspanierstraße              | 17                                | 37, 38, 41, 42                                   |                                   |
| ∫                                 | Sensengasse                       | 15                                | 37, 38, 41, 42                                   |                                   |
| 4                                 | Spitalgasse                       | 14                                | 5, 33, 37, 38, 41, 42                            |                                   |
| 7                                 | Währinger Straße, Volksoper       | 12                                | U6 41, 42 40A                                    |                                   |
| 8                                 | Kutschkergasse                    | 10                                | 41                                               |                                   |
| 9                                 | Martinstraße                      | 9                                 | 41                                               |                                   |
| 11                                | Aumannplatz                       | 7                                 | 41                                               |                                   |
| 13                                | Weinhauser Gasse                  | 6                                 | 41                                               |                                   |
| 15                                | Gersthof                          | 5                                 | S45 9, 41 10A, 42A                               |                                   |
| 16                                | Schöffelgasse                     | ∫                                 | 9                                                |                                   |
| 17                                | Alsegger Straße                   | 2                                 |                                                  |                                   |
| 18                                | Herbeckstraße                     | ∫                                 |                                                  |                                   |
| 19                                | Eckpergasse                       | ∫                                 |                                                  |                                   |
| 20                                | Herbeckstraße végállomás          | 0                                 |                                                  |                                   |